# Melanochromis robustus
Melanochromis robustus är en fiskart som beskrevs av Johnson, 1985. Melanochromis robustus ingår i släktet Melanochromis och familjen Cichlidae. IUCN kategoriserar arten globalt som livskraftig. Inga underarter finns listade i Catalogue of Life.